# Wacław Derlicki
Wacław Bronisław Derlicki (ur. 19 lutego 1944 w Poznaniu, zm. 1 lipca 2017 w Bobolinie) – polski działacz samorządowy.

## Życiorys
Syn Aleksego i Czesławy. W latach 1984–1990 piastował funkcję naczelnika gminy Kurzętnik. Po transformacji systemowej w Polsce w latach 1990–1998 oraz 2002–2010 był burmistrzem Brodnicy, zaś w latach 1998–2002 piastował funkcję starosty nowomiejskiego. Był też radnym sejmiku kujawsko-pomorskiego, a w latach 1994–1998 i 2010–2014 radnym rady miejskiej w Brodnicy.

## Odznaczenia
- Krzyż Oficerski Orderu Odrodzenia Polski (2003)[4][3]
- Krzyż Kawalerski Orderu Odrodzenia Polski (1998)[5][3]
- Złoty Krzyż Zasługi (1994)[6][3]